# Jorge Salinas
Jorge Salinas Perez (Città del Messico, 27 luglio 1968) è un attore messicano, noto soprattutto come interprete di telenovelas.

## Filmografia

### Cinema
- Dando y dando, regia di Víctor Ugalde (1990)
- Engáñame si quieres, regia di Sergio Véjar (1998)
- Sexo, pudor y lágrimas, regia di Antonio Serrano (1999)
- Amores perros, regia di Alejandro González Iñárritu (2000)
- Solo para mujeres, regia di Antonia Acevedo (2000)
- La hija del caníbal, regia di Antonio Serrano (2003)
- La otra familia, regia di Gustavo Loza (2011)
- Labios rojos, regia di Rafa Lara (2011)
- Mi pequeño gran hombre, regia di Jorge Ramírez Suárez (2018)
- Sexo, pudor y lágrimas 2, regia di Alonso Iñiguez (2022)

### Televisione
- Catene d'amore (Cadenas de amargura) – serial TV, 8 episodi (1991)
- Valeria y Maximiliano – serial TV (1991)
- El abuelo y yo – serial TV, 9 episodi (1991)
- Mágica juventud – serial TV, 8 episodi (1992-1993)
- Dos mujeres, un camino – serial TV, 4 episodi (1993)

- Morelia – serial TV, 4 episodi (1995)
- Mi querida Isabel – serial TV, 1 episodio (1996)
- Canción de amor – serial TV, 3 episodi (1996)
- María Isabel – serial TV, 1 episodio (1997)
- Mujer, casos de la vida real – serial TV, 3 episodi (1996-1998)
- Tres mujeres – serial TV, 280 episodi (1999)
- Mi destino eres tú – serial TV, 90 episodi (2000)
- Atrévete a olvidarme – serial TV, 3 episodi (2001)
- Las vías del amor – serial TV, 220 episodi (2002-2003)
- Mariana de la noche – serial TV, 135 episodi (2003-2004)
- La esposa virgen – serial TV, 60 episodi (2005)
- La fea más bella – serial TV, 2 episodi (2006)
- Fuego en la sangre – serial TV, 206 episodi (2008)
- La que no podía amar – serial TV, 162 episodi (2011-2012)
- Qué bonito amor – serial TV, 162 episodi (2012-2013)
- Mi corazón es tuyo – serial TV, 177 episodi (2014-2015)
- Pasión y poder – serial TV, 137 episodi (2015-2016)
- Un poquito tuyo – serial TV, 79 episodi (2019)
- Te doy la vida – serial TV, 82 episodi (2020)
- SOS Me estoy enamorando – serial TV, 97 episodi (2021-2022)
- Amores que engañan – serial TV, 1 episodio (2022)
- Te Quiero y Me Duele – serial TV (2023)
- Perdona nuestros pecados – serial TV, 90 episodi (2023)
- El ángel de Aurora - (2024)